# Yosef Garfinkel

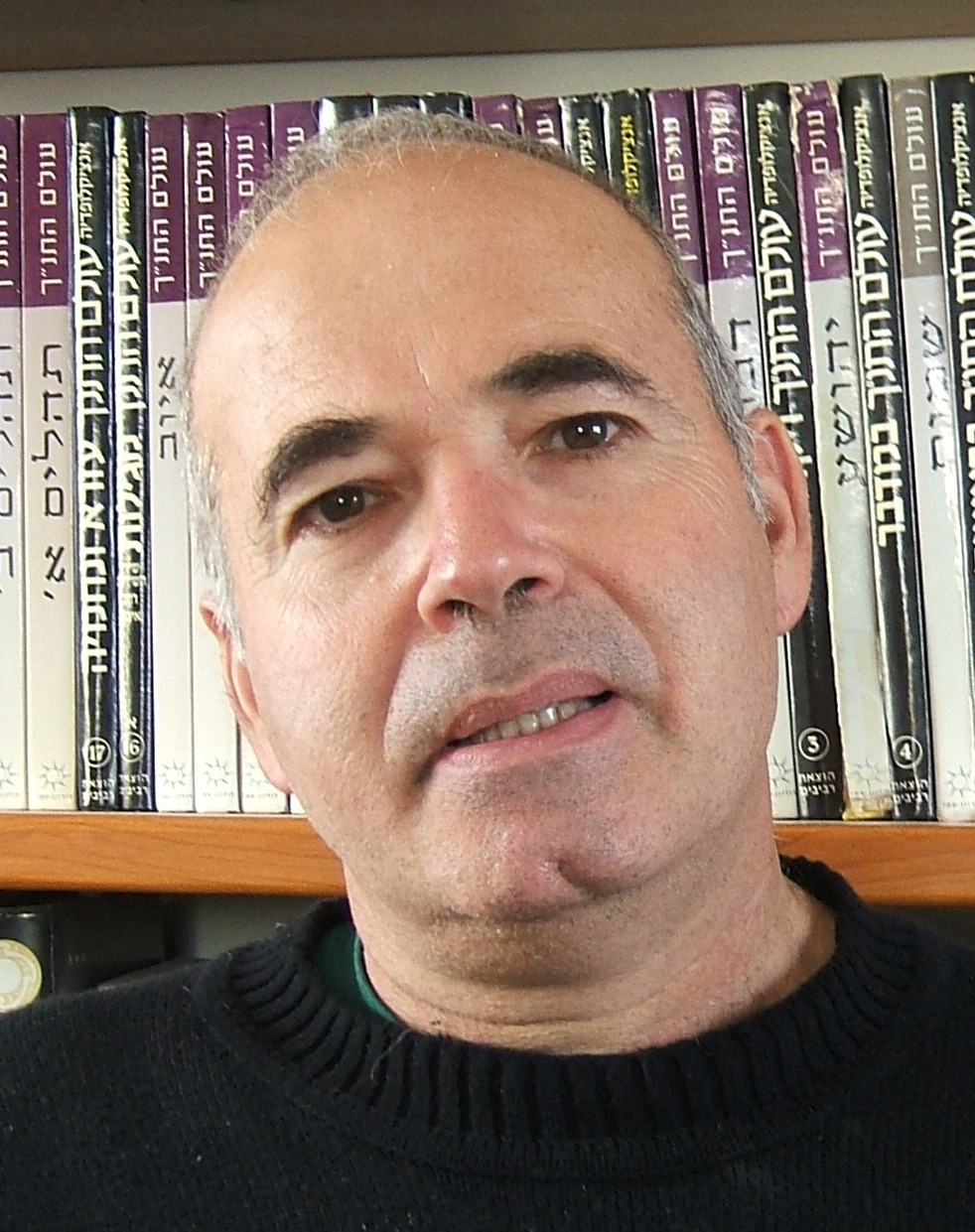
Prof. Yosef Garfinkel

Yosef Garfinkel (hebraico : יוסף גרפינקל; nascido em 1956) é professor de arqueologia pré-histórica e de arqueologia do período bíblico da Universidade Hebraica de Jerusalém.

## Biografia
Yosef (Yossi) Garfinkel nasceu em 1956 em Haifa, Israel. Ele é curador do museu de Cultura Yarmukian do Kibutz Sha'ar HaGolan. Garfinkel é especialista na era proto-histórica do Oriente Próximo, o período em que as primeiras comunidades de aldeias do mundo foram estabelecidas e o início da agricultura ocorreu. Ele escavou vários locais neolíticos e calcolíticos, incluindo Gesher, Yiftahel, Ashkelon neolítico, Sha'ar HaGolan, Tel 'Ali e Tel Tsaf. Garfinkel é autor de 12 livros e mais de 100 artigos sobre arquitetura antiga, agricultura, fontes de água, cerâmica, arte, religião e dança.
Em 2007, ele começou a realizar escavações na cidade fortificada de Khirbet Qeiyafa. Este site é datado do início do século X a.C., período do rei Davi bíblico. Na temporada de 2008, uma inscrição foi descoberta escrita a tinta em um fragmento de cerâmica em um script que provavelmente é o início do alfabeto / proto fenício. Essa pode ser a inscrição hebraica mais antiga já encontrada, embora o idioma real da inscrição ainda esteja em debate.
Atualmente, ele está cavando em Tel Lachish em busca de fortificações da Idade do Ferro.

## Escavações
- Tel Lachish
- Khirbet Qeiyafa
- Tel Tsaf : 2004 (pesquisa preliminar), 2006 (primeira temporada)
- Sha'ar HaGolan
- Yiftahel
- Ashkelon Neolítico
- Gesher

## Trabalho publicado
- Y. Garfinkel. 1992. The Pottery Assemblages of Sha'ar HaGolan and Rabah Stages from Munhata (Israel). Paris: Association Paléorient.
- Y. Garfinkel. 1995. Human and Animal Figurines of Munhata, Israel. Paris: Association Paléorient.
- Y. Garfinkel. 1999. Neolithic and Chalcolithic Pottery of the Southern Levant. (Qedem 39). Jerusalem: Institute of Archaeology, Hebrew University.
- Y. Garfinkel, and M. Miller. 2002. Sha'ar HaGolan Vol 1. Neolithic Art in Context. Oxford: Oxbow.
- Y. Garfinkel. 2003. Dance at the Dawn of Agriculture. Austin: Texas University Press.
- Y. Garfinkel. 2004. The Goddess of Sha'ar HaGolan. Excavations at a Neolithic Site in Israel. Jerusalem: Israel Exploration Society.
- Y. Garfinkel and D. Dag. 2006. Gesher: A Pre-Pottery Neolithic A Site in the Central Jordan Valley, Israel. A Final Report. Berlin: Ex Oriente.
- Y. Garfinkel and S. Cohen. 2007. The Early Middle Bronze Cemetery of Gesher. Final Excavation Report. AASOR 62. Boston: American Schools of Oriental Research.
- Y. Garfinkel and D. Dag. 2008 Neolithic Ashkelon. (Qedem 47). Jerusalem: Institute of Archaeology, Hebrew University.
- O. Bar-Yosef and Y. Garfinkel. 2008. The Prehistory of Israel. Human Cultures before Writing. Jerusalem: Ariel (Hebrew).
- Garfinkel, Yosef; Ganor, Saar; Hasel, Michael (2018). In the Footsteps of King David: Revelations from an Ancient Biblical City. Thames & Hudson first ed. [S.l.: s.n.] ISBN 978-0-500-05201-3